# 猪群山
猪群山（いのむれさん）は、大分県豊後高田市臼野と同県豊後高田市城前の境にある標高458mの山。山頂にある巨石群で知られる。飯牟礼山とも書く。豊後高田市の公式観光サイトには一時期に猪群山(いのむれやま)となっていたが文献に照らして調べた結果2019年2月1日に正しく猪群山(いのむれさん)に訂正される。

## 概要
大分県の北東部にある国東半島に位置し、国東半島の中心である両子山から見ると北西の方角にあたる。猪群山という名前は、イノシシが群れるほどに多かったことに由来するといわれる。
山頂は南北に分かれ、北峰の頂上付近に巨石群がある。この山の最高地点は北峰より約10m高い南峰にある。
中腹には飯牟礼神社の中宮がある。
大分百山、大分百景の一つに選ばれている。

## 巨石群
北峰の頂上付近にある巨石群は、斜め上方に向かってそびえる高さ約4.4mの神体石を中心に、東西33m、南北42mの楕円状に16の巨石が並ぶ。さらにその外側には直径約70mの円状に24の石が配されている。登山路から頂上の巨石群への入口には陰陽石と呼ばれる一対の巨石が門のように立っている。一帯は、「オミセン」と呼ばれる聖域で、女人禁制の地であった。なお、現在は女性も立ち入ることができる。
この巨石群はストーンサークル（環状列石）であると言われるが、配列に歪みがあり整った楕円状ではないことや、石の間隔が一定でないことなどから、ストーンサークルと呼ぶべきではないとの指摘もある。巨石群の周囲には楕円状に土塁と溝が走っているが、これは1906年（明治39年）に山火事から守るため防火壁として築造されたものであるとされる。ただし、それ以前から遺構があった可能性も残されている。
1983年には、作家の松本清張と考古学者の斎藤忠による現地調査が行われ、『猪群山-山頂巨石群の研究-』という報告書がまとめられている。
神体石は、伝承によれば、山幸彦と海幸彦神話で知られる山幸彦が、龍宮から持ち帰った潮盈珠（しおみちのたま）、潮乾珠（しおひのたま）を置いた場所であるとされる。そのため、神体石の上部の窪みには、満潮時には水が満ち、干潮時には水が乾くという。また、窪みには金魚が住んでおり、この金魚を見た者は盲目になるとも伝えられる。この巨石群は、古代の巨石信仰の遺跡であるとする説、中世の仏教信仰の霊場跡であるとする説、中世の砦跡であるとする説、自然地形であるとする説等がある。また、卑弥呼の墓とする俗説もある。